# 火焰玉黍螺
火焰玉黍螺（学名：Littoraria flammea）是中国特有的一种海螺。在多次搜寻无果后，它们曾被认为已经灭绝。直至2014年，少量的火焰玉黍螺活体在江苏如东县被再次发现。现时它们正受到土地围垦和沿海防护措施建设等人类活动导致的栖息地破坏和入侵物种的威胁。
火焰玉黍螺的分类地位仍需进一步研究，近期的系统发生学研究发现火焰玉黍螺与分布在中国南部和越南北部的黑口玉黍螺种群（Littoraria melanostoma）无显著差异，它们可能为同一物种。如果火焰玉黍螺与分布在中国南部和越南北部的“黑口玉黍螺”被证实为同一种，那么它们的学名将会是Littoraria flammea，而分布于南海南部和安达曼海分支的黑口玉黍螺则将沿用Littoraria melanostoma这一学名。